# Емтінггаузен
Емтінггаузен (нім. Emtinghausen) — громада в Німеччині, розташована в землі Нижня Саксонія. Входить до складу району Ферден. Складова частина об'єднання громад Тедінггаузен.
Площа — 21,09 км2. Населення становить 1520 ос. (станом на 31 грудня 2021).

## Галерея

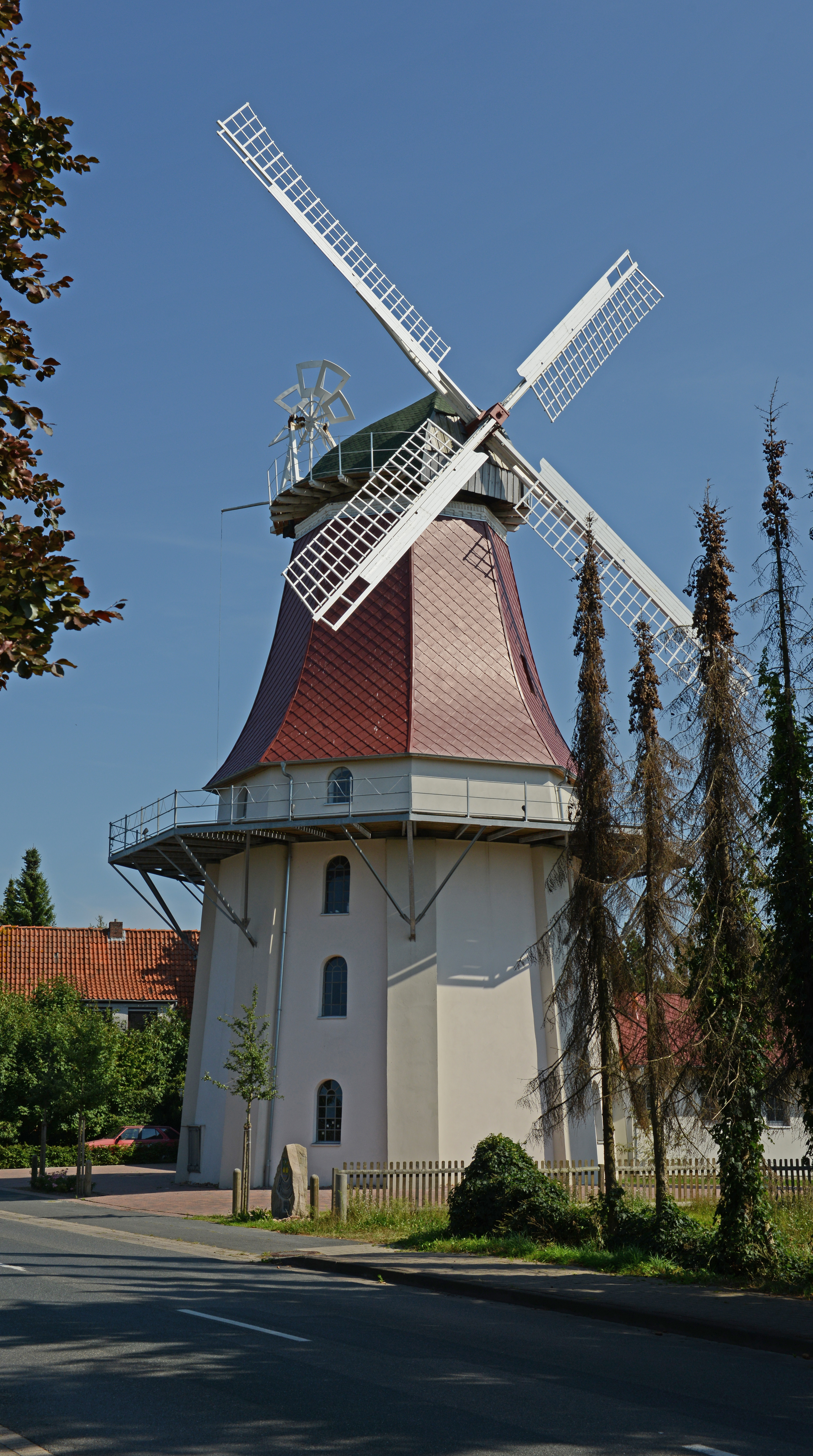